# Greensburg (Kansas)
Greensburg ist eine Stadt im Kiowa County im US-Bundesstaat Kansas in den Vereinigten Staaten. Das U.S. Census Bureau hat bei der Volkszählung 2020 eine Einwohnerzahl von 740 ermittelt. 
Greensburg ist der Sitz des Kiowa Countys. Der Ort hat eine Fläche von 3,9 km² und liegt im sogenannten Bible Belt der Vereinigten Staaten. Internationale Bekanntheit erlangte Greensburg durch einen schweren Tornado, der am 4. Mai 2007 rund 95 Prozent des Ortes verwüstete. Dabei wurden acht Menschen getötet und alle Kirchen zerstört.

## Demographie
Nach dem United States Census 2000 leben in Greensburg 435 Familien. Die Bevölkerungsdichte beträgt 201,3 Einwohner/km². Es bestehen 887 Wohneinheiten (das sind 229,8/km²). 97,01 % der Bevölkerung sind Weiße, 0,83 % Native American und 0,06 % Asiaten. Als Hispano oder Latino bezeichnen sich 1,59 % der Bevölkerung.
Es gibt 2000 insgesamt 730 Haushalte, von denen in 23,8 % Kinder leben. In 53,3 % der Haushalte leben verheiratete Paare zusammen, in 6,2 % lebten alleinerziehende Mütter und in 37,9 % der Haushalte leben keine Familien. In 35,9 % der Haushalte leben Einzelpersonen und alleinlebende Personen über 65 Jahren leben in 19,9 % der Haushalte. Die durchschnittliche Haushaltsgröße beträgt 2,14 Personen und die durchschnittliche Personenzahl in Familien ist 2,76.
In der Bevölkerung sind 21,5 % jünger als 18 Jahre, 6,5 % zwischen 18 und 24, 20,5 zwischen 25 und 44, 25,2 % zwischen 45 und 64 und 26,4 sind 65 Jahre alt oder älter. Das Durchschnittsalter beträgt 46 Jahre. Auf 100 Frauen kommen 91,0 Männer.
Das durchschnittliche Einkommen eines Haushaltes beträgt 28.438 US-Dollar und das Durchschnittseinkommen pro Familie beträgt 39.188 US-Dollar. Das Einkommen der männlichen Bewohner ist mit 28.426 US-Dollar höher als das der Frauen mit 20.875 US-Dollar. Das Prokopfeinkommen erreicht 18.054 US-Dollar. Ungefähr 8,4 % der Familien (oder 12,4 % der Bevölkerung) leben unterhalb der Armutsgrenze, das waren 16,6 % der unter 18-Jährigen und 8 % derer, die 65 Jahre alt oder älter waren.

## Sehenswürdigkeiten
In Greensburg befindet sich der größte von Hand gegrabene Brunnen. Die Arbeiten daran wurden im Jahre 1887 begonnen. Er sollte Wasser für die Lokomotiven der Atchison, Topeka and Santa Fe Railway, sowie die Chicago, Rock Island and Pacific Railroad sammeln. Nach der Fertigstellung im Jahre 1888 betrug die Tiefe rund 35 Meter und der Durchmesser rund 9,75 Meter. Der Brunnen wurde bis 1932 als Wasserreservoir genutzt. Im Jahre 1939 wurde der Brunnen zur Touristenattraktion aufgewertet, indem man Besuchern ermöglichte, bis auf den Grund herabzusteigen.
Im zum Brunnen gehörenden Museum wird weiterhin ein rund 450 Kilogramm schwerer Meteorit ausgestellt.
Am 16. Oktober 2006 wurde bei Greensburg ein leichterer Meteorit ausgegraben.
Die Untersuchung des rund 70 Kilogramm schweren Objektes und seiner Umgebung ergab, dass der Brenham-Meteorit vor ungefähr 10.000 Jahren im Pleistozän einschlug und nicht, wie bis dahin angenommen wurde, vor etwa 20.000 Jahren.

## Tornado im Mai 2007
Am 4. Mai 2007 wurde der Ort gegen 21:40 Uhr Ortszeit (Central Daylight Time, MESZ -7:00 Stunden) von einem schweren Tornado heimgesucht, der einen Durchmesser von rund zweieinhalb Kilometern hatte. Mindestens 90 % der Häuser des Ortes zerstörte der Luftwirbel vollständig, darunter auch die Highschool. Der Tod von acht Bewohnern des County wurde bestätigt. Der County wurde von US-Präsident George W. Bush zum Katastrophengebiet erklärt. Der Tornado ist in die stärkste Tornado-Kategorie EF-5 eingeordnet und damit der erste Tornado, der seit der Überarbeitung der Fujita-Skala so eingestuft wurde. Der National Weather Service hat die Windgeschwindigkeit des Tornados auf 205 Meilen pro Stunde (330 km/h) geschätzt.

## TV Show
Der Wiederaufbau als erste amerikanische "Grüne Stadt" wird als mehrteilige Dokumentation im amerikanischen Fernsehen von der Station Planet Green, einer Schwester des Discovery Channel, begleitet. Der Wiederaufbau der Stadt wird dabei nach ökologischen Gesichtspunkten betrieben. Als Beispiel ist hier die geplante Stromversorgung der Stadt mit zehn 1,25 MW Windturbinen und die Benutzung von nachhaltigen Materialien für die Gebäude genannt. Der Name der Dokumentation ist der der Stadt Greensburg.